# Singing Guns
Singing Guns (Brasil: Audácia dos Fortes ) é um filme norte-americano de 1950, do gênero faroeste, dirigido por R. G. Springsteen e estrelado por Vaughn Monroe e Ella Raines.

## Produção
Este é o primeiros dos dois únicos filmes estrelados pelo cantor Vaughn Monroe, ambos na Republic Pictures. O outro, também ambientado no Velho Oeste, foi Toughest Man in Arizona, de 1952.
Com sua poderosa voz de barítono, Vaughn canta três canções: Singing My Way Back Home, Mexicali Trail e Mule Train, esta última indicada ao Oscar da categoria.

## Sinopse
Após roubar um carregamento de ouro, Rhiannon fere o xerife Jim Caradac, que o persegue. Rhiannon decide, então, levar Jim ao Doutor Jonathan Mark e, assim, acaba por ganhar a estrela de ajudante. Dividido entre sua antiga vida de crimes e agora como homem da Lei, o destino de Rhiannon está nas mãos de Jim, do doutor e de Nan Morgan, uma cantora de saloon.

## Principais premiações
| Prêmio | Categoria              | Situação |
| ------ | ---------------------- | -------- |
| Oscar  | Melhor Canção Original | Indicado |

## Elenco
| Ator/Atriz      | Personagem             |
| --------------- | ---------------------- |
| Vaughn Monroe   | Rhiannon               |
| Ella Raines     | Nan Morgan             |
| Walter Brennan  | Doutor Jonathan Mark   |
| Ward Bond       | Xerife Jim Caradac     |
| Jeff Corey      | Richards               |
| Barry Kelley    | Mike Murphy            |
| Harry Shannon   | Juiz Waller            |
| Tom Fadden      | Agente da diligência   |
| Ralph Dunn      | Passageiro             |
| Rex Lease       | Condutor da diligência |
| George Chandler | Pianista               |
| Billy Gray      | Albert                 |
| Jimmie Dodd     | Guarda                 |